# William Orie
William Orie (Paramaribo, 5 december 1970) is een Surinaams dammer die in 2008 en 2009 kampioen van Suriname werd en in 2000 op de derde plaats eindigde. Hij is werkzaam als econoom.

## Internationaal
Hij nam deel aan het Groningen Seaports Masters in 2010 en eindigde daarin met 5 punten uit 11 partijen op de gedeelde tiende plaats. 